# Сілвіо Лагрека
Сілвіо Лагрека (порт. Silvio Lagreca; 14 червня 1895, Пірасікаба — 29 квітня 1966, Сан-Паулу) — бразильський футболіст, півзахисник і тренер. Перший тренер збірної Бразилії.

## Кар'єра
На клубному рівні Сілвіо Лагрека виступав за клуби «Сан-Бенто» і «Ботафого». Він почав свою кар'єру в «Сан-Бенто» в 1914 році і виграв з цією командою чемпіонат Сан-Паулу в перший же рік своєї гри. Потім виступав за «Ботафого» з 1922 по 1925 рік.
У збірній Бразилії Лагрека дебютував 21 липня 1914 року в першому матчі бразильської національної команди в історії, в цій грі бразильцям протистояла англійська команда «Ексетер Сіті». У тому ж році Лагрека зі збірною здобув перемогу в першому розіграші кубка Рока.
У 1916 році Лагрека поїхав на південноамериканський чемпіонат, на якому бразильці посіли третє місце з чотирьох. Лагрека брав участь на цьому турнірі як гравець і тренер, провівши на полі всі 3 матчі.
На чемпіонат Південної Америки 1917 року Лагрека поїхав як граючий тренер, знову провівши всі три гри. 16 жовтня 1917 року Лагрека провів свій останній матч за збірну з Уругваєм. Також він двічі в 1935 і 1940 році тренував бразильську збірну.

## Цікавий факт
12 липня 1916 року на матчі Уругвай—Бразилія на трибунах почалася пожежа. Глядачі в паніці бігли з трибун, на яких майоріли прапори. Три прапори країн-учасниць глядачі забрали із собою, але бразильський прапор залишився на місці. Тоді Лагрека, надівши на себе куртку, піднявся щоглою і взяв прапор, отримавши кілька опіків. Після того, як Лагрека врятував прапор, поліція Аргентини, де проходив матч, хотіла забрати прапор собі, але Лагрека його не віддав, за що був відправлений у місцеву в'язницю. Однак після втручання голови правління футболу Аргентини він був відпущений на свободу.

## Досягнення
- Чемпіон штату Сан-Паулу: 1914
- Володар кубка Рока: 1914
- Бронзовий призер Чемпіонату Південної Америки: 1916, 1917